# Pas de fusils dans la nature
Pas de fusils dans la nature, paru en septembre 2019, est un essai français de Pierre Rigaux, militant pour la cause animale et l'abolition de la chasse.

## Résumé

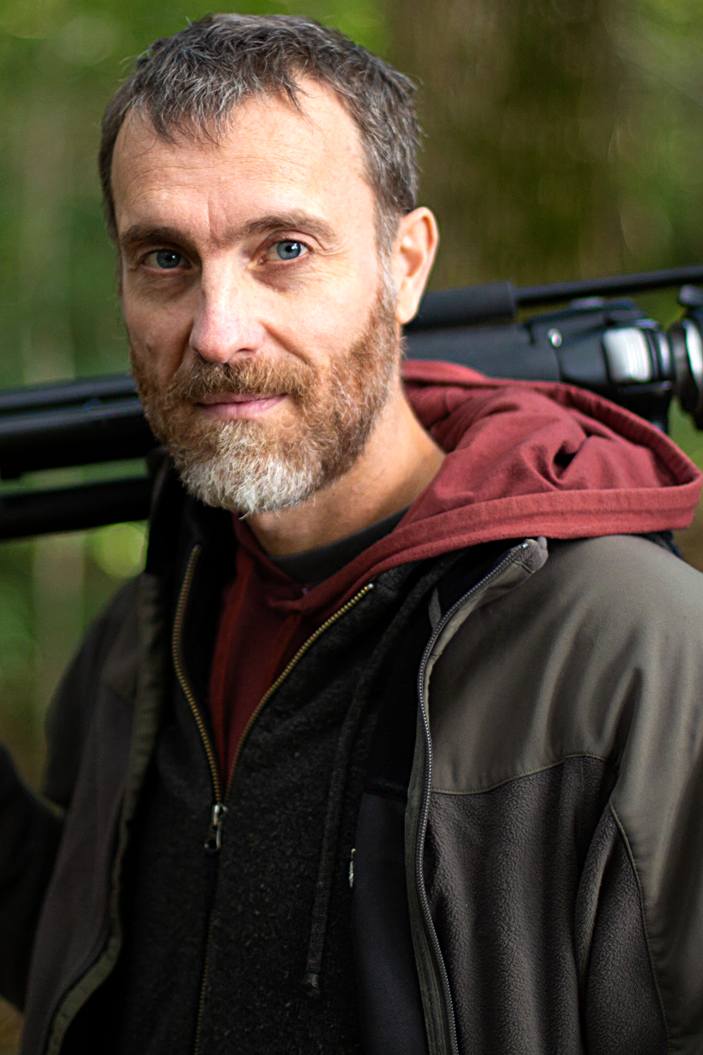
Pierre Rigaux.

Pas de fusils dans la nature est une enquête sur le milieu de la chasse en France, ses aberrations[non neutre] et son vernis écologique validé par l’État[non neutre], mais aussi un plaidoyer basé sur une approche scientifique documentée,, pour l’abolition de cette pratique jugée dangereuse[Par qui ?], qui tue chaque année en France, 30 à 45 millions de vies animales et près d’une vingtaine de vies humaines[Information douteuse].

## Historique éditorial

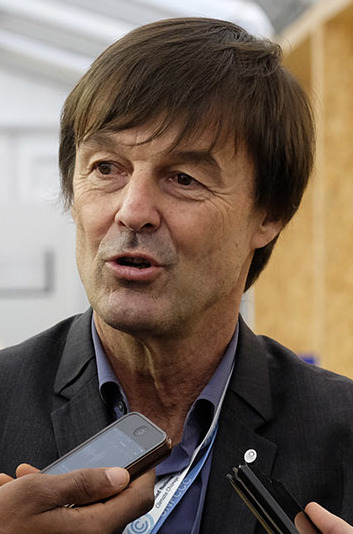
Nicolas Hulot a préfacé Pas de fusils dans la nature.

Pierre Rigaux est un biologiste de formation, ainsi que militant végan et antispéciste. Ancien salarié de la Ligue pour la protection des oiseaux il s'engage contre la chasse et milite pour la protection des mammifères, en particulier des loups. Considéré comme une « bête noire » par les chasseurs, ses propos lui valent plusieurs fois d’être menacé de mort.

## Réception critique
Pour France Inter, « Pierre Rigaux montre que la chasse est un désastre à l’origine de déséquilibres écologiques contrairement aux arguments avancés par ses défenseurs. ».
Pour Libération, « c'est peu dire que la pratique cynégétique n'en sort pas grandie. Méconnaissance de la faune sauvage, données lacunaires concernant le nombre d'animaux abattus pour les 90 espèces chassables, tableaux de chasse introuvables, inventaires dressés par les chasseurs eux-mêmes : les arguments contre la chasse dite de « régulation » comme elle se fait aujourd'hui ne manquent notamment pas. ». Pas de fusils dans la nature est un « réquisitoire anti-chasse » qui « convainc par sa critique argumentée d’une pratique qui, en France, se révèle bien moins écologique que ce que ne professent ses partisans. ».
Selon Reporterre : « Extermination d’espèces prétendument nuisibles et d’espèces protégées, lobbying, accidents… Dans « Pas de fusils dans la nature », le naturaliste Pierre Rigaux livre la démonstration implacable que la chasse est une catastrophe environnementale. ».

## Éditions
- Pierre Rigaux (préf. Nicolas Hulot), Pas de fusils dans la nature : Les réponses aux chasseurs, Éditions HumenSciences, 18 septembre 2019 (ISBN 978-2-37931-136-9), p. 288.

### Liens connexes
- Antispécisme
- Droits des animaux
- Chasse
- Écologie